# Neocompsa alacris
Neocompsa alacris là một loài bọ cánh cứng trong họ Cerambycidae.